# Sturminster Newton
Sturminster Newton ist eine Stadt und eine Verwaltungseinheit in der Grafschaft Dorset, England. Sturminster Newton ist 26 km von Dorchester entfernt. Im Jahr 2011 hatte es eine Bevölkerung von 4292. Sturminster Newton wurde 1086 im Domesday Book als Newentone erwähnt.

## Persönlichkeiten
- James Nooth (1743–1814), Chirurg
- William Barnes (1801–1886), Dialektdichter, Schriftsteller und Philologe
- Ian Cundy (1945–2009), anglikanischer Geistlicher, Bischof von Peterborough